# Eleutheria (divinità)

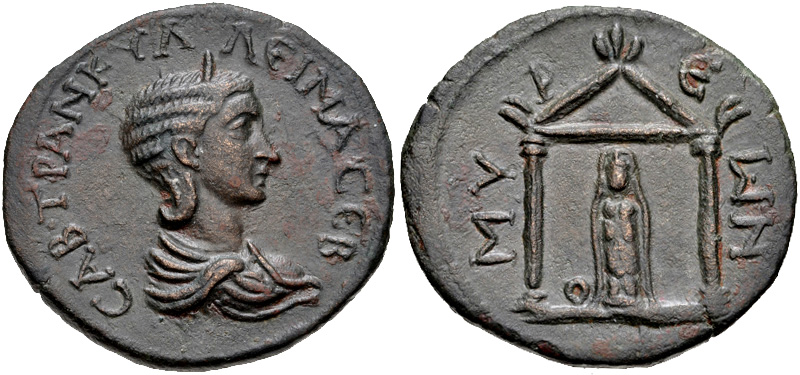
Artemide Eleutheria, da una moneta coniata a Mira di Licia in onore dell'imperatrice Tranquillina.

Eleutheria (Ἐλευθερία) era la parola usata nel greco antico per designare la libertà, la parola era usata anche come sostantivo per designarne la sua personificazione. Il termine romano equivalente alla dea Eleutheria è Libertas, una dea rappresentata in alcune monete e venerata in alcuni templi a Roma.
Eleutheria personificata ebbe un breve conio di monete dedicate ad Alessandria.
Nell'antica Grecia, Eleutheria era anche un epiteto della dea Artemide e come tale era venerata a Myra di Licia.
L'epiteto è anche associato a Zeus (Zeus Eleutherios) in quanto "dio che dà la libertà", rappresentato presso la Stoà di Zeus nell'agorà di Atene. Vi erano anche vere e proprie manifestazioni di culto di Zeus Eleutherios celebrato dal koinon degli Elleni, i cui delegati si riunivano annualmente a Platea per compiere sacrifici in memoria dei caduti della celebre battaglia contro i Persiani (479 a.C.) e ogni quattro anni organizzavano la festa degli Eleutheria. 
Igino descrive Eleuther come il fondatore del culto personificato in tempio primordiale.
Nella Magna Grecia, è anche un epiteto sia della dea Artemide che di Hera. Per Hera vi sono epigrafi in greco attestate nell'ambito del Santuario di Hera Lacinia della polis di Kroton, che rimandano alla funzione della divinità come liberatrice, forse anche presso il tempio di Vigna Nuova.
Nella mitologia romana, in epoca tarda la figlia di Cerere (versione romana dell dea greca Demetra), Libera (diverso nome di Proserpina, versione romana della dea greca Persefone), prese per i romani il posto di Liber, dio italico (maschile) della fecondità, del vino e dei vizi, la cui festa propiziatoria era celebrata il 17 marzo.

## Etimologia
Per R.F. Willets, il dialetto cretese 'Eleuthia' collegherebbe Ilizia (o forse la dea "Eleutheria") a Eleusi. Il nome è probabilmente correlato ad una città di Creta chiamata Eleftherna. 
Walter Burkert crede che Eileithyia sia la dea greca della nascita e che il suo nome sia greco puro.
Tuttavia la relazione con il prefisso greco ἐλεύθ è incerta, perché il prefisso compare in alcuni toponimi pregreci come Ἐλευθέρνα (Eleuterna)..